# Tara (schip, 1989)

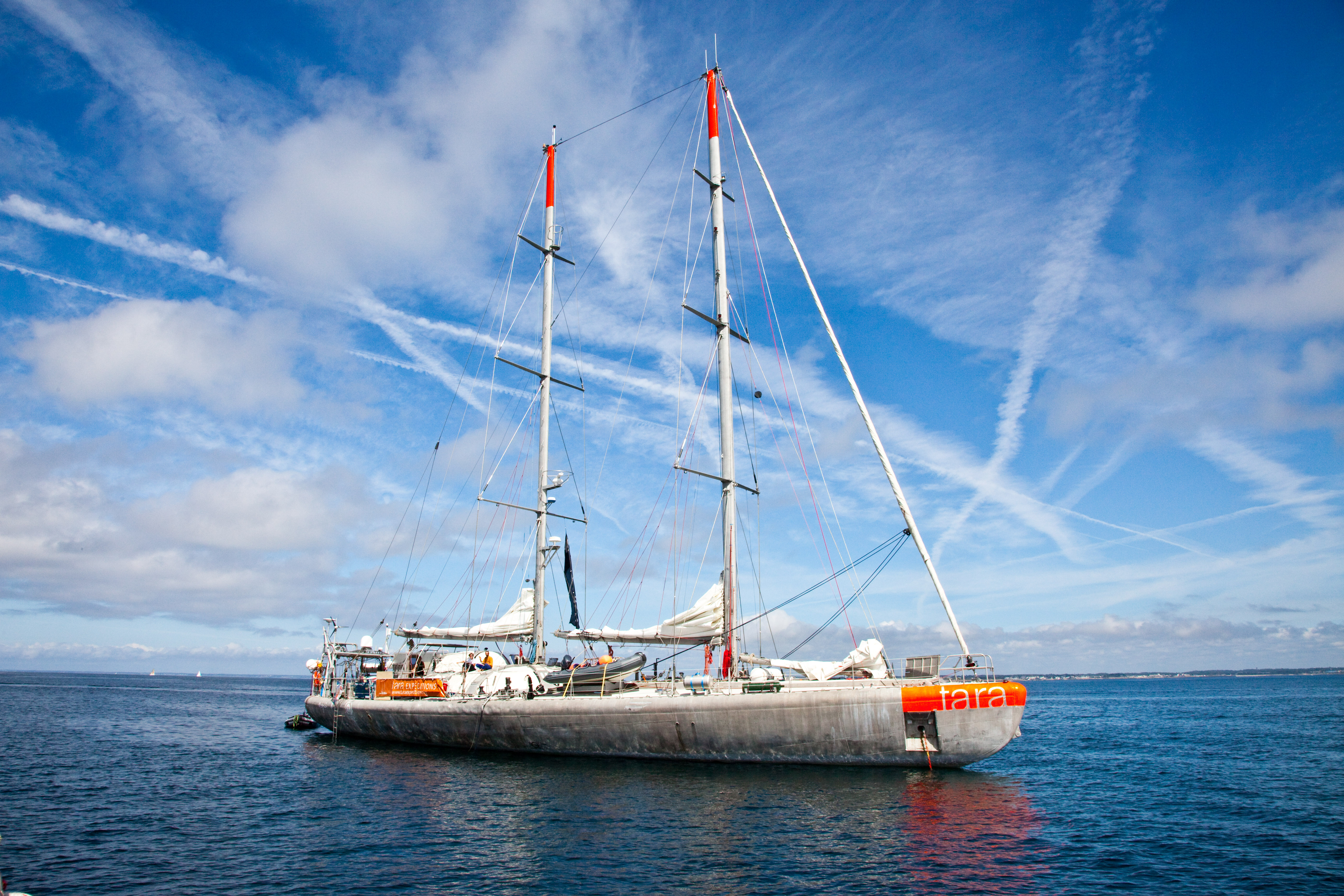
Tara in 2009

Tara is een zeilschip van het type schoener dat werd gebouwd in Frankrijk in 1989. Het schip heeft een lengte van 36 meter en heeft twee masten. Verder heeft de Tara een beperkte diepgang en twee intrekbare roeren die toelaten om in ondiepe wateren te varen. Het heeft twee onafhankelijk van elkaar werkende motoren en ook een labo aan boord.
Het schip heette oorspronkelijk Antarctica en was eigendom van Cousteau Expeditions waarna het werd overgekocht door een voormalig werknemer, Peter Blake die het herdoopte naar Seamaster. Blake werd in 2001 vermoord aan boord van het schip. Na zijn overlijden werd het schip beheerd door de Sir Peter Blake Trust en werden er wetenschappelijke expedities mee uitgevoerd. Naar aanleiding van een Franse expeditie naar de Noordpool tussen 2006 en 2008 werd het schip hernoemd naar Tara. Het schip heeft toen gedurende 18 maanden vastgezeten in het pakijs. Het schip wordt gebruikt voor wetenschappelijke studies naar plankton en naar de gevolgen van de opwarming van de aarde op het zee-ijs.